# Alikovo
Alikovo (in russo: Аликово; in ciuvascio: Элĕк, Ėlek) è una località rurale (un selo), nonché il centro amministrativo del distretto di Alikovo della Repubblica autonoma della Ciuvascia, in Russia, che si trova di 67 chilometri a sud di Čeboksary.
La maggioranza della popolazione di villaggio di 2.500 persone è ciuvascia. Le strutture del villaggio includono un centro di cultura, un teatro, una biblioteca, una clinica medica e svariati negozi. L'Istituto tecnico statale Ivan Jakovlevič Jakovlev è una scuola secondaria fondata nel 1853.
Il fiume Abašyrma scorre vicino ad Alikovo e il villaggio più vicino è Siner'.
Il villaggio fu menzionato già nel 1486.

## Monumenti
Vi si trovano la chiesa della Dormizione e il Teatro del Popolo.